# World Darts Trophy
Die World Darts Trophy war ein Major-Turnier im Dartsport, das von der British Darts Organisation (BDO) und der World Darts Federation (WDF) zwischen 2002 und 2007 ausgetragen wurde. Zwischen 2014 und 2019 wurde mit der BDO World Trophy noch einmal ein Ableger ähnlichen Formats veranstaltet. Bis 2005 gab es zudem eine Auflage für Damen und 2006 wurde einmalig ein Jugendwettbewerb ausgetragen. Veranstaltungsort waren stets die Vechtsebanen in Utrecht, Niederlande.
Das Turnier galt nach der Weltmeisterschaft und dem World Masters als drittwichtigstes Turnier der BDO. Außerdem war es eines der drei Turniere des sogenannten „BDO Grand Slam“, zu dem überdies das World Masters und die International Darts League zählten. Das Turnier war für die BDO-Weltrangliste relevant.
Der einzige Spieler, der das Turnier mehr als ein Mal gewann, egal ob Herren, Damen oder Jugend, ist der Niederländer Raymond van Barneveld mit zwei Siegen. Rechnet man die Austragungen als BDO World Trophy hinzu, bleibt van Barneveld alleiniger Rekordsieger der Herren. Bei den Damen ist dann Lisa Ashton mit drei Siegen Rekorhalterin.

## Format
Das Format des Turniers war vergleichbar mit jenem der beiden Weltmeisterschaften der BDO und PDC. Es fand ein Satzmodus Anwendung. Bis 2006 waren dabei 32 Spieler mit dabei, die im K.O.-Modus einen Sieger ermittelten. Von 2002 bis 2005 mussten in der ersten Runde und im Achtelfinale drei Sätze gewonnen werden, im Viertel- und Halbfinale dann fünf. Im Finale wurden letztlich sechs Sätze benötigt.
2006 durften erstmals Spieler der PDC teilnehmen. Im Zuge dessen wurde auch die Anzahl an zu gewinnenden Sätzen insofern angepasst, als dass nun zwar weiterhin drei Sätze zum Sieg in der ersten Runde nötig waren, von da an aber jede Runde ein Satz hinzugefügt wurde. Somit waren im Finale sieben Sätze zum Sieg von Nöten.
2007 wurde die Anzahl an Teilnehmern der PDC noch einmal massiv angezogen, sodass einmalig zwei Vorrunden gespielt wurden. Hierbei mussten drei Sätze gewonnen werden. Dies galt auch weiterhin bis zum Achtelfinale. Im Viertelfinale, Halbfinale und Finale wurde die Satzanzahl dann auf jeweils fünf, sechs und sieben angehoben.
Das Damenturnier wurde nur bis 2005 ausgetragen und wurde stets im gleichen Modus gespielt. Begonnen wurde im Viertelfinale mit zwei zu gewinnenden Sätzen. Erst im Finale wurde auf drei Sätze erhöht.

## Geschichte

### Beginn als reines BDO-Turnier
Das ab 2002 abgehaltene Turnier fand bis 2005 gleichauf unter der Schirmherrschaft von BDO, WDF und dem Nederlandse Dart Bond (NDB) statt. All diese Organisation durften Spieler für das Turnier abstellen.

### PDC-Teilnehmer
Als Reaktion auf den Verbandswechsel des erfolgreichsten Spielers der BDO, Raymond van Barneveld, war es dem niederländischen Fernsehsender SBS 6 gelungen, vier Spieler ohne WDF-Zugehörigkeit für das Turnier zu gewinnen, was bedeutete, dass erstmals PDC-Spieler an dem Turnier teilnehmen würden. Neben van Barneveld selbst nahmen daher auch Phil Taylor, Colin Lloyd, Ronnie Baxter und Peter Manley teil.
2007 wurden schließlich die Top 12 der PDC Order of Merit sowie die Top 12 der WDF-Weltrangliste und vier Spieler per Wildcard eingeladen. Die Wildcards gingen an Jelle Klaasen, Michael van Gerwen, Vincent van der Voort und Mervyn King. Sie alle hatten die BDO im Laufe des Jahres verlassen.

### Ende des Turniers
Ende des Jahres 2007 gab der Vorsitzende der PDC, Barry Hearn, bekannt, dass keine Spieler seines Verbands an der International Darts League und der World Darts Trophy teilnehmen würden. Als Konsquenz gab SBS 6 bekannt, das Turnier unter diesen Umständen nicht weiter übertragen zu wollen.
Die Turnierverantwortlichen versuchten rechtlich gegen die PDC und SBS 6 vorzugehen, indem sie argumentierten, es sei vertraglich zugesichert worden, dass PDC-Spieler teilnehmen würden. Der Prozess wurde jedoch am 21. Januar 2008 verloren und die International League wurde bis auf Weiteres verschoben. Auch die Zukunft der World Trophy wurde durch diese Entscheidung in Frage gestellt. Nach dem Scheitern einer Berufung am 29. April 2008 wurden beide Turniere schließlich eingestellt.

## Preisgelder
Die Preisgelder bei der letzten Austragung 2007 lauteten wie folgt:
| Position (Anzahl der Spieler) | Position (Anzahl der Spieler) | Preisgeld |
| ----------------------------- | ----------------------------- | --------- |
| Gewinner                      | (1)                           | 45.000 €  |
| Finalist                      | (1)                           | 22.500 €  |
| Halbfinalisten                | (2)                           | 11.250 €  |
| Viertelfinalisten             | (4)                           | 6000 €    |
| Achtelfinalisten              | (8)                           | 3000 €    |
| Verlierer der 2. Runde        | (16)                          | 2000 €    |
| Verlierer der 1. Runde        | (32)                          | 1000 €    |
|                               |                               |           |
| Nine dart finish              | (0)                           | 50.000 €  |
|                               |                               |           |
|                               |                               | 220.000 € |

Hinzu kamen 1000 € für denjenigen Spieler, der das höchste Finish werfen würde. Die angegebenen 50.000 € für ein Nine dart finish entsprechen dem Wert des eigentlichen Preises, einem Alfa Romeo Brera 2.4 JTDM 20V. Dieser wurde allerdings nicht gewonnen.

## Finalergebnisse

### Herren
| Jahr | Austragungsort        | Sieger                | Ergebnis | Finalist     | Sponsor              | Preisgeld | Preisgeld |
| Jahr | Austragungsort        | Sieger                | Ergebnis | Finalist     | Sponsor              | Gesamt    | Sieger    |
| ---- | --------------------- | --------------------- | -------- | ------------ | -------------------- | --------- | --------- |
| 2002 | Vechtsebanen, Utrecht | Tony David            | 6:0      | Tony O’Shea  | Bavaria (Biermarke)  | 170.000 € | 45.000 €  |
| 2003 | Vechtsebanen, Utrecht | Raymond van Barneveld | 6:2      | Mervyn King  | Bavaria (Biermarke)  | 170.000 € | 45.000 €  |
| 2004 | Vechtsebanen, Utrecht | Raymond van Barneveld | 6:4      | Martin Adams | Bavaria (Biermarke)  | 170.000 € | 45.000 €  |
| 2005 | Vechtsebanen, Utrecht | Gary Robson           | 6:4      | Mervyn King  | Bavaria (Biermarke)  | 170.000 € | 45.000 €  |
| 2006 | Vechtsebanen, Utrecht | Phil Taylor           | 7:2      | Martin Adams | Bavaria (Biermarke)  | 172.000 € | 45.000 €  |
| 2007 | Vechtsebanen, Utrecht | Gary Anderson         | 7:3      | Phil Taylor  | Bullit (Energydrink) | 221.000 € | 45.000 €  |

### Damen
| Jahr | Austragungsort        | Sieger             | Ergebnis | Finalist                 | Sponsor             | Preisgeld | Preisgeld |
| Jahr | Austragungsort        | Sieger             | Ergebnis | Finalist                 | Sponsor             | Gesamt    | Sieger    |
| ---- | --------------------- | ------------------ | -------- | ------------------------ | ------------------- | --------- | --------- |
| 2002 | Vechtsebanen, Utrecht | Mieke de Boer      | 3:1      | Crissy Howat             | Bavaria (Biermarke) | 34.500 €  | 15.000 €  |
| 2003 | Vechtsebanen, Utrecht | Trina Gulliver     | 3:1      | Francis Hoenselaar       | Bavaria (Biermarke) | 34.500 €  | 15.000 €  |
| 2004 | Vechtsebanen, Utrecht | Francis Hoenselaar | 3:1      | Anastassija Dobromyslowa | Bavaria (Biermarke) | 34.500 €  | 15.000 €  |
| 2005 | Vechtsebanen, Utrecht | Karin Krappen      | 3:1      | Francis Hoenselaar       | Bavaria (Biermarke) | 34.500 €  | 15.000 €  |

### Jugend
| Jahr | Austragungsort | Sieger | Ergebnis (Legs) | Finalist | Sponsor |      |                       |                |     |              |                     |
| ---- | -------------- | ------ | --------------- | -------- | ------- | ---- | --------------------- | -------------- | --- | ------------ | ------------------- |
| Jahr | Austragungsort | Sieger | Ergebnis (Legs) | Finalist | Sponsor | 2006 | Vechtsebanen, Utrecht | Ron Meulenkamp | 6:1 | Sven van Dun | Bavaria (Biermarke) |

## Deutschsprachige Teilnehmer
- Dietmar Burger
  - 2007: 1. Vorrunde (Niederlage gegen  Andy Smith)
- Michael Rosenauer
  - 2007: 2. Vorrunde (Niederlage gegen  Jelle Klaasen)
- Tomas Seyler
  - 2003: 1. Runde (Niederlage gegen  Martin Adams)
  - 2004: Viertelfinale (Niederlage gegen  Martin Adams)